# Mats Andersson (meteorolog)
Mats Andersson, född 1950, är en svensk meteorolog och väderpresentatör på Sveriges Television. Han kom till SVT i maj 2001. Han presenterar vädret i regionala sändningar, Aktuellt och Rapport, och arbetar även parallellt åt SMHI i Malmö. Andersson blev klar med sina studier i meteorologi i januari 1988. Den avslutande terminen i Norrköping läste han tillsammans med bland annat den tidigare TV-kollegan Pär Holmgren.
Andersson satsade under 1970-talet på en sportkarriär och var en lovande fotbollsmålvakt, som Malmö FF allvarligt övervägde att ta in i sin trupp.